# 斯诺克北爱尔兰公开赛
斯诺克北爱尔兰公开赛是一項職業斯诺克积分排名赛，创办于2016年，為英國本土系列賽之一。比赛在北爱尔兰贝尔法斯特举办。

## 歷史
2015年4月29日，世界司諾克巡迴賽主席巴里·赫恩宣布自2016–17賽季新增「英國本土系列賽」（Home Nations Series），包含四大賽事：英格蘭公開賽、北愛爾蘭公開賽、蘇格蘭公開賽及威爾斯公開賽。
首屆比賽於2016年舉辦，馬克·金恩獲勝。2020年由於嚴重特殊傳染性肺炎英國疫情影響，賽事改在英格蘭米爾頓凱恩斯舉行。
賈德·川普拿下本賽事最多的4次冠軍，他分別在2018、2019、2020及2023年奪冠。馬克·艾倫在2021年成為首位地主冠軍，並在隔年再度奪冠。

## 歷屆冠軍
| 年份 | 冠軍                    | 亞軍                    | 比分 | 贊助                          | 地點         | 賽季    |
| ---- | ----------------------- | ----------------------- | ---- | ----------------------------- | ------------ | ------- |
| 2016 | 馬克·金恩（英格兰）     | 巴里·霍金斯（英格兰）   | 9–8  | Gala Coral Group              | 貝爾法斯特   | 2016–17 |
| 2017 | 马克·威廉姆斯（威尔士） | 顏丙濤（中国）          | 9–8  | Dafabet                       | 貝爾法斯特   | 2017–18 |
| 2018 | 賈德·川普（英格兰）     | 罗尼·奥沙利文（英格兰） | 9–7  | Victor Chandler International | 貝爾法斯特   | 2018–19 |
| 2019 | 賈德·川普（英格兰）     | 罗尼·奥沙利文（英格兰） | 9–7  | 19.com                        | 貝爾法斯特   | 2019–20 |
| 2020 | 賈德·川普（英格兰）     | 罗尼·奥沙利文（英格兰） | 9–7  | Matchroom.live                | 米爾頓凱恩斯 | 2020–21 |
| 2021 | 馬克·艾倫（北爱尔兰）   | 約翰·希金斯（蘇格蘭）   | 9–8  | BetVictor                     | 貝爾法斯特   | 2021–22 |
| 2022 | 馬克·艾倫（北爱尔兰）   | 周躍龍（中国）          | 9–4  | BetVictor                     | 貝爾法斯特   | 2022–23 |
| 2023 | 賈德·川普（英格兰）     | 克里斯·韋克林（英格兰） | 9–3  | BetVictor                     | 貝爾法斯特   | 2023–24 |
| 2024 | 奇倫·威爾森（英格兰）   | 賈德·川普（英格兰）     | 9–3  | BetVictor                     | 貝爾法斯特   | 2024–25 |